# Плачикус
Плачикус је насељено мјесто у општини Калиновик, Република Српска, БиХ. Према попису становништва из 1991. у насељу је живјело 8 становника. Према попису становништва из 2013. у насељу није било становника.

## Географија
Плачикус се налази у кањону Неретве, на надморској висини од око 900 метара.

## Становништво
| Демографија | Демографија | Демографија |
| Година      | Становника  | Становника  |
| ----------- | ----------- | ----------- |
| 1961.       | 55          |             |
| 1971.       | 89          |             |
| 1981.       | 17          |             |
| 1991.       | 8           |             |
| 2013.       | 0           |             |